# Novion-Porcien
Novion-Porcien je naselje in občina v severnem francoskem departmaju Ardeni regije Šampanja-Ardeni. Leta 1999 je naselje imelo 481 prebivalcev.

## Geografija
Kraj se nahaja v pokrajini Šampanji 11 km severovzhodno od Rethla.

## Uprava
Novion-Porcien je sedež istoimenskega kantona, v katerega so poleg njegove vključene še občine Auboncourt-Vauzelles, Chesnois-Auboncourt, Corny-Machéroménil, Faissault, Faux, Grandchamp, Hagnicourt, Justine-Herbigny, Lucquy, Mesmont, La Neuville-lès-Wasigny, Neuvizy, Puiseux, Saulces-Monclin, Sery, Sorcy-Bauthémont, Vaux-Montreuil, Viel-Saint-Remy, Villers-le-Tourneur, Wagnon, Wasigny in Wignicourt s 4.211 prebivalci.
Kanton je sestavni del okrožja Rethel.

## Zanimivosti
- muzej vojn in miru v Ardenih.